# Concessão pública

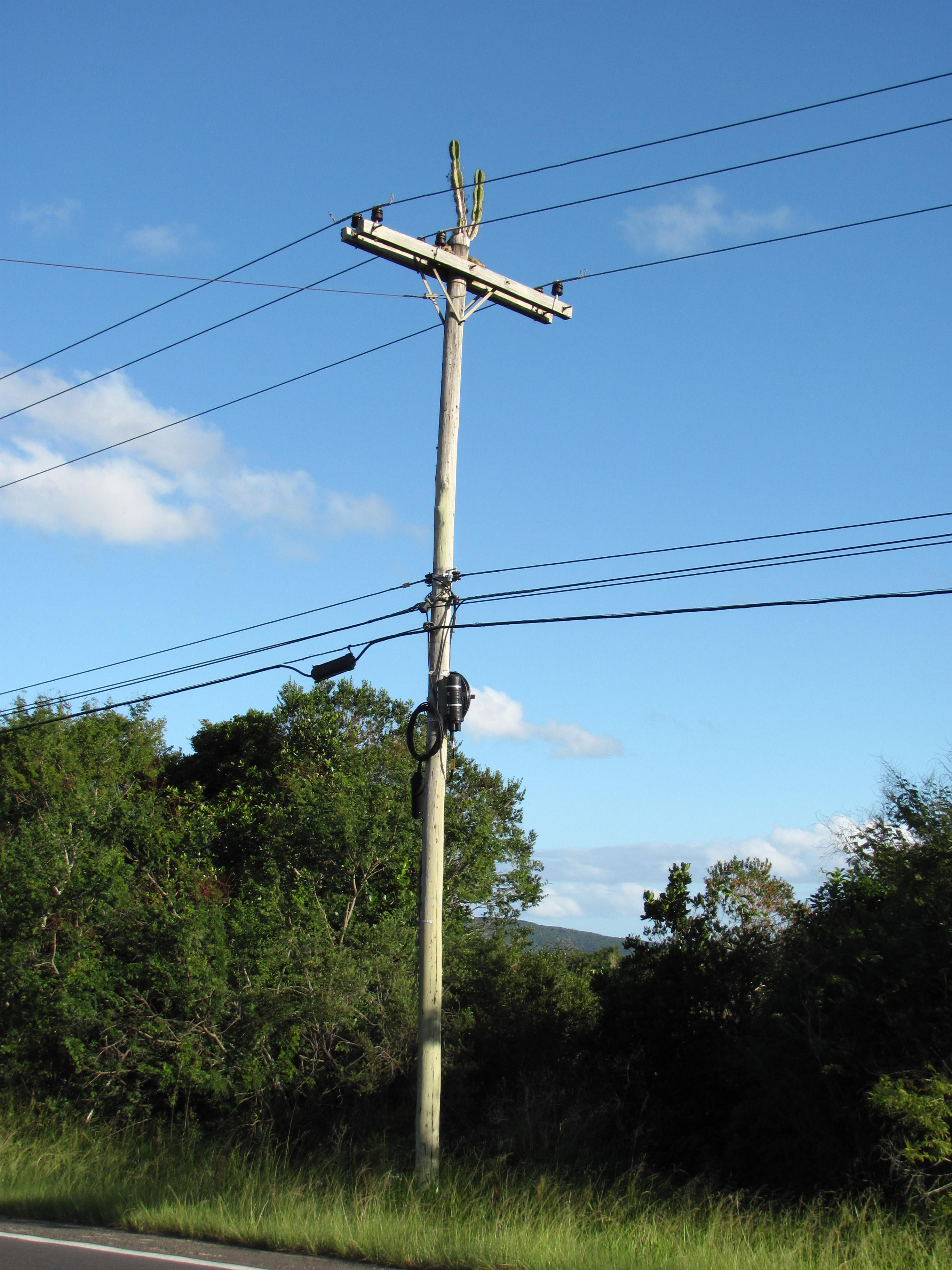
Poste de transmissão de energia em Porto Alegre: no Brasil, a distribuição de energia elétrica é uma concessão pública.

Concessão pública é o contrato entre a administração pública e uma empresa privada, pelo qual a primeira transfere, à segunda, a execução de um serviço público, para que exerça este em seu próprio nome e por sua conta e risco, mediante tarifa paga pelo usuário, em regime de monopólio ou não.

## No Brasil
No Brasil, a concessão pública ocorre mais frequentemente nas construções, manutenções e tarifações das rodovias, ferrovias, portos, aeroportos, linhas e pontos fixos no território nacional. Difere da permissão e/ou concessão simples, que consiste em ato unilateral (seja do ponto de vista de estratégia governamental e/ou não) do poder público de forma geral. De acordo com a interpretação jurídica no caput do artigo 175 da Constituição Federal de 1988 atualizada por leis complementares, "incumbe ao Poder Público, na forma da lei, diretamente ou sob regime de concessão ou permissão, sempre através de licitação, a prestação de serviços públicos".